# Anna Svenjeby
Anna Christin Elisabeth Svenjeby (* 9. Dezember 1962 in Borås) ist eine ehemalige schwedische Fußballspielerin. Die Spielerin gewann mit der Nationalmannschaft den ersten Europameistertitel 1984.

## Karriere

### Vereine
Svenjeby begann im Alter von elf Jahren für den in Mariedal in der Provinz Västra Götalands ansässigen Mariedals Idrottsklubb mit dem Fußballspielen. Von 1978 bis 1982 spielte sie für den in Kronäng in derselben Provinz und etwa 130 km nordöstlich von Göteborg ansässigen Kronängs Idrottsförening in der Division I, der seinerzeit höchsten Spielklasse im schwedischen Frauenfußball vor Einführung der Damallsvenskan zur Spielzeit 1988.
In den Spielzeiten 1983 und 1984 war sie Spielerin von Jitex BK in Mölndal in der gleichnamigen Gemeinde und im Ballungsraum von Göteborg beheimatet. 1984 gewann sie mit ihrer Mannschaft das Double (Meisterschaft und Vereinspokal).
Zum Kronängs IF zurückgekehrt, spielte sie von 1985 bis 1987 ein zweites Mal für den Verein. Nach Beendigung ihrer Spielerkarriere kehrte sie noch einmal auf den Rasen zurück und war für den in Sandhult in der Gemeinde Borås ansässigen Sandhult Sportklubb tätig, sowie auch von 1991 bis 1992 für den in der zweitklassigen Division I vertretenen Mariedals IK.

### Nationalmannschaft
Svenjeby bestritt in neun Jahren 58 Länderspiele für die Nationalmannschaft des SvFF – alle in Folge. Ihr Debüt erfolgte am 5. Juli 1979 im Fredrikstader Stadtteil Lisleby beim 4:1-Sieg im Freundschaftsspiel gegen die Nationalmannschaft Dänemarks.
In ihrer bis zum 30. September 1987 währenden Länderspielkarriere kam sie in 38 weiteren in Freundschaft ausgetragenen Länderspielen zum Einsatz. In ihrem 25. Freundschaftsspiel am 30. Oktober 1983 in London beim 2:2-Unentschieden gegen die Nationalmannschaft Englands erzielte sie mit dem Treffer zum 1:2 in der 63. Minute ihr erstes von drei Länderspieltoren in dieser Kategorie und ihr drittes von insgesamt sechs.
Zuvor war sie am 8. Juni und am 24. August 1983 zu ihren ersten beiden Länderspieltoren gekommen; im vierten und fünften Spiel der EM-Qualifikationsgruppe 1 in den beiden mit 5:0 gewonnenen Begegnungen mit den Nationalmannschaften Finnlands und Islands traf sie zum 2:0 in der 14. und zum 3:0 in der 17. Minute. Ihr drittes Länderspieltor in der EM-Qualifikation gelang ihr am 9. Oktober 1985 im dritten Spiel der EM-Qualifikationsgruppe 3 beim 5:0-Sieg über die Nationalmannschaft Belgiens mit dem Treffer zum Endstand in der 65. Minute, es war ihr neuntes von insgesamt 13 EM-Qualifikationsspielen. Sie nahm mit ihrer Mannschaft an den ersten beiden (für Frauen) offiziellen Europameisterschaften teil. 1984 kam sie in den beiden – noch in Hin- und Rückspiel ausgetragenen – Halbfinal- und Finalbegegnungen zum Einsatz. Nachdem sie mit ihrer Mannschaft gegen die Nationalmannschaft Italiens zweimal gewonnen hatte, konnte im seinerzeit in Hin- und Rückspiel ausgetragenen Finale gegen die Nationalmannschaft Englands kein Sieger ermittelt werden, da sowohl in Göteborg als auch in Luton jede Mannschaft mit 1:0 das Spiel für sich entscheiden konnte. Im notwendig gewordenen Elfmeterschießen wurde mit dem 4:3 der erste Europameisterschaftstitel errungen; daran hatte ihre Torhüterin Elisabeth Leidinge mit zwei abgewehrten Schüssen erheblichen Anteil. Drei Jahre später erreichte sie mit ihrer Mannschaft erneut das Finale, das fortan in einem Spiel ausgetragen wurde. Gegner war die Nationalmannschaft Norwegens, die den Titel mit einem 2:1-Sieg das erste Mal gewann.

## Erfolge
Nationalmannschaft
- Europameister 1984
- Finalist Europameisterschaft 1987

Jitex BK
- Schwedischer Meister 1984
- Schwedischer Pokal-Sieger 1984

## Auszeichnungen
- Aufnahme in die SFS Hall of Fame 2022
- Schwedens Fußballspielerin des Jahres 1980
- Verdienstabzeichen Stor Tjej (Großes Mädchen) 1980